# Bad Boys II
Bad Boys II är en amerikansk actionfilm som hade biopremiär i USA den 18 juli 2003. Huvudrollerna spelas av Martin Lawrence och Will Smith.
Bad Boys II är en uppföljare till filmen Bad Boys från 1995 och, precis som föregångaren, regisserades den av Michael Bay och producerades av Jerry Bruckheimer.
På MTV Movie Awards 2004 fick Will Smith och Martin Lawrence priset för Bästa team på film (Best On-Screen Team).

## Rollista (urval)
| Martin Lawrence       | – Marcus Burnett                                |
| Will Smith            | – Mike Lowrey                                   |
| Jordi Mollà           | – Hector Juan Carlos 'Johnny' Tapia             |
| Gabrielle Union       | – Syd                                           |
| Peter Stormare        | – Alexei                                        |
| Theresa Randle        | – Theresa                                       |
| Joe Pantoliano        | – polischef Howard                              |
| Michael Shannon       | – Floyd Poteet                                  |
| Jon Seda              | – Roberto                                       |
| Yul Vazquez           | – Mateo Reyes                                   |
| Jason Manuel Olazabal | – Marco Vargas                                  |
| Otto Sanchez          | – Carlos                                        |
| Henry Rollins         | – TNT-ledare                                    |
| Antoni Corone         | – DEA-agent Tony Dodd                           |
| R.E. Rodgers          | – Delongpre                                     |
| Oleg Taktarov         | – Josef                                         |
| Dan Marino            | – sig själv                                     |
| Michael Bay           | – föraren i den usla bilen                      |
| Jessica Karr          | – den döda flickan hos begravningsentreprenören |

### Fotnoter
1. ↑  ”Bad Boys” (på engelska). Box Office Mojo. 18 juli 2003. http://www.boxofficemojo.com/movies/?id=badboys2.htm. Läst 10 september 2016.